# Copa Norte de Futebol Sub-20 de 2013
A Copa Norte de Futebol Sub-20 de 2013 foi a primeira edição da Copa Norte de Futebol Sub-20. Competição organizada pela CBF, sediada em Belém do Pará e disputado por equipes dos estados da Região Norte do Brasil, juntamente com clubes do Maranhão e do Piauí (apesar de estes pertencerem à Região Nordeste). O vencedor foi o Clube do Remo de Belém do Pará.
Os representantes foram escolhidos pelas federações estaduais, de acordo com a classificação em seus Campeonatos da categoria.

## Participantes
Grupo A
 JV Lideral
 Flamengo-PI
 Santos-AP
 Desportiva
Grupo B
 Remo
 Ananindeua
 Baré
 Holanda

## Fase de Grupos

### Grupo A
| 03 de agosto de 2013 | Flamengo | 0 – 0 | JV Lideral | Local: Estádio Mangueirão |
|                      |          |       |            |                           |

| 03 de agosto de 2013 | Desportiva | 1 – 4 | Santos | Local: Estádio Mangueirão |
|                      |            |       |        |                           |

| 05 de agosto de 2013 | JV Lideral | 1 – 1 | Santos | Local: Estádio Mangueirão |
|                      |            |       |        |                           |

| 05 de agosto de 2013 | Desportiva | 0 – 1 | Flamengo | Local: Estádio Mangueirão |
|                      |            |       |          |                           |

| 07 de agosto de 2013 | Flamengo | 2 – 2 | Santos | Local: Estádio Mangueirão |
|                      |          |       |        |                           |

| 07 de agosto de 2013 | JV Lideral | 6 – 2 | Desportiva | Local: Estádio Mangueirão |
|                      |            |       |            |                           |

### Grupo B
| 03 de agosto de 2013 | Holanda | 5 – 0 | Ananindeua | Local: Estádio Baenão |
|                      |         |       |            |                       |

| 03 de agosto de 2013 | Remo | 4 – 0 | Baré | Local: Estádio Baenão Público: 4.500 pagantes* |
|                      |      |       |      |                                                |

| 05 de agosto de 2013 | Baré | 1 – 4 | Holanda | Local: Estádio Baenão |
|                      |      |       |         |                       |

| 05 de agosto de 2013 | Remo | 1 – 0 | Ananindeua | Local: Estádio Baenão Público: 4.000 pagantes* |
|                      |      |       |            |                                                |

| 07 de agosto de 2013 | Ananindeua | 8 – 0 | Baré | Local: Estádio Baenão |
|                      |            |       |      |                       |

| 07 de agosto de 2013 | Holanda | 0 – 3 | Remo | Local: Estádio Baenão Público: 3.800 pagantes* |
|                      |         |       |      |                                                |

* Apesar de a CBF determinar que a competição fosse com estradas francas, o Remo convocou sua torcida a pagar ingressos, como forma de colaboração financeira ao clube.

## Fase Final

### Semifinais
| 09 de agosto de 2013 | Remo | 1 – 1 ( 4 - 1 ) | Santos | Baenão                                                   |
| 15:00                |      |                 |        | Público: 3,000 pagantes Árbitro: Andrey da Silva e Silva |

| 09 de agosto de 2013 | JV Lideral | 1 – 4 | Holanda | Mangueirão |
| 15:30                |            |       |         |            |

### Final
| 11 de agosto de 2013 | Remo | 2 – 1 | Holanda | Mangueirão                                                 |
| 9:30                 |      |       |         | Público: 8,000 presentes Árbitro: Joélson Nazareno Cardoso |

## Premiação
| Campeão Copa Norte 2013 (Sub-20) |
| -------------------------------- |
| Remo (1º título)                 |

## Seleção do Torneio
A seleção da Copa Norte sub 20 saiu das consultas do colunista Carlos Ferreira (Jornal O Liberal) a treinadores e repórteres que trabalharam na competição. Ressaltando que não é uma seleção oficializada do torneio.

Jader (Remo)
Carlinhos (JV Lideral)
Davi (Santos-AP)
Gabriel (Remo)
Alex Ruan (Remo)
Raí (Santos-AP)
Yago (Flamengo-PI)
Williams (Santos-AP)
Daniel (Holanda-AM)
Jayme (Remo)
Weverton (Holanda-AM)

Melhor treinador: Aldo do Espírito Santos (Santos-AP) 
Melhor jogador: Jayme (Remo)